# Арис (дем Каламата)
Вижте пояснителната страница за други значения на Арис.
Арис или Аслан ага (на гръцки: Άρις, до 1929 Μεσοποταμιά, Месопотамия до 1922 Ασλάναγα, Аслан ага) е село в Република Гърция, област Пелопонес, дем Каламата. Арис има население от 1116 души. Разположено е на няколко километра северозападно от Каламата. До 2011 Арис е център на самостоятелен дем.

## Личности
Родени в Арис
- Антониос Цитурас, гръцки андартски деец, възможно родом и от Амос